# Rada Ekonomiczna, Społeczna i Kulturalna
Rada Ekonomiczna, Społeczna i Kulturalna – organ doradczy Unii Afrykańskiej złożony z przedstawicieli grup społecznych i zawodowych.
Działalność rozpoczęła 9 września 2008 roku. W obradach biorą udział:
a) grupy społeczne reprezentujące kobiety, dzieci, osoby starsze i niepełnosprawne
b) grupy zawodowe, takie jak: stowarzyszenia artystów, inżynierów, pracowników służby zdrowia, mediów, nauczycieli, stowarzyszenia sportowe, prawników, środowiska akademickiego, krajowych izb handlowych, pracodawców, przemysłu, rolnictwa i inne,
c) organizacje pozarządowe, społecznościowe i wolontariackie
d) organizacje kulturalne
e) grupy społeczne i zawodowe diaspory afrykańskiej